# Димитър Златаров
Димитър Костов Златаров е български политик, кмет на Видин, народен представител.

## Биография
Роден е през 1846 г. в град Видин в заможно семейство. Учителства в родния си град. Сред основателите е на читалище „Цвят“, като в известен период от време е секретар и председател. Златаров подпомага финансово издаването на книги като „Приказки и песни“, „Геометрията“, „Кудкудячка“ от Кръстьо Пишурка, „Света гора“, „Две тополи“, „Детска библиотека“, „Будалата на 19 век“. По време на Руско-турската война от 1877 – 1878 заедно с Михалаки Георгиев съставя карти на турските укрепления и местоположение на турските сили в района на Видин. Народен представител е Учредителното събрание и в I велико народно събрание. В периода 25 април 1884 – 14 декември 1887 г. е кмет на града. По време на мандата му се приема регулационен план за преустройството на Видин, построява се стопанско училище за подготовка на железари, дърводелци, каменоделци, строители зидаро-мазачи, грънчари. По време на Сръбско-българската война дава идея за снабдяване на видинската крепост с продоволствия по реката. Участва в три велики и едно обикновено народно събрание. Умира на 14 декември 1887 г..